# Alchemilla williamsii
Alchemilla williamsii é uma espécie de rosácea do gênero Alchemilla, pertencente à família Rosaceae.